# Орден «За спасіння життя»
Орден «„За спасіння життя“ імені академіка Леоніда Ковальчука» — громадська відзнака, якою нагороджуються медичні працівники, працівники державної служби України з надзвичайних ситуацій, та інші особи (група осіб) за мужність і героїзм, виявлені при рятуванні життя людей, під час виконання службового або громадянського обов'язку в умовах, пов'язаних з ризиком для власного здоров'я, а також за систематичну працю і наукові відкриття в галузі медицини, що дало змогу зберегти здоров'я Української нації.

## Про відзнаку
Відзнаку вручатимуть двічі на рік — 15 березня та 1 жовтня — у дні вшанування пам'яті видатного діяча в галузі охорони здоров'я і медичної освіти, лікаря та науковця, члена-кореспондента Національної академії медичних наук України, Заслуженого діяча науки і техніки України, професора, ректора Тернопільського державного медичного університету імені І. Я. Горбачевського Леоніда Ковальчука.
Станом на жовтень 2017 року вже вручено 26 орденів.

## Нагородна рада
Нагородна рада складається із представників громадськості за таким принципом:
- представники духівництва (до 4 осіб);
- представники медичної та наукової спільноти (до 4 осіб);
- представники літературно-мистецьких кіл (до 4 осіб);
- представники громадських організацій (до 4 осіб);
- представники державної служби України з надзвичайних ситуацій (до 2 осіб);
- представники благодійних фондів (до 2 осіб);
- представник родини Л. Я. Ковальчука (1 особа).

Члени Нагородної ради обирають з їх числа, терміном на один рік, Голову, заступника Голови та секретаря Нагородної ради.
- Владика Нестор — архієпископ Тернопільский, Кременецький і Бучацький УПЦ КП; голова Нагородної ради;
- о. Роман Дутчак — судовий вікарій Тернопільсько-Зборівської архієпархії УГКЦ; заступник голови Нагородної ради;
- Наталія Кіналь — краєзнавець, історик, видавець, громадський діяч; секретар Нагородної ради;
- Тамара Воронцова — педіатр, голова Тернопільського осередку Всеукраїнської ГО «Медики Майдану»; координатор Нагородної ради;
- Зеновій Гладчук — голова ГО «Спілка бійців та волонтерів АТО „Сила України“»;
- о. В'ячеслав Кізілов — генерал козацтва Тернопільської обласної організації «ВГО Українське реєстрове козацтво», старший капелан Тернопільської Єпархії УПЦ КП;
- Олег Кіналь — художник, історик, українознавець, кавалер ордена Св. Миколая;
- Олег Снітовський — головний спеціаліст Управління підготовки інформації внутрішнього життя у Тернопільській області;
- Віталій Бобрівець — Голова громадської організації «Інститут розвитку краю»;
- Олександр Ковальчук — професор, хірург, представник родини.

## Опис
Громадська відзнака — орден «За спасіння життя» виготовляється зі сплавів міді та має форму прямокутного хреста малинової емалі, який покладено на «Зірку Життя» синьої емалі.
На діагональні промені «Зірки Життя» покладені зображення «Чаші Гігея» та «Посоха Асклепія», що увінчані парами «Крил Ангела». Посередині хреста розташовано медальйон, в центрі якого — барельєф професора Леоніда Якимовича Ковальчука, обрамлений білим емальованим колом з лавровою гілкою в його нижній частині та написом — «ЗА СПАСІННЯ ЖИТТЯ» у верхній частині.
Зворотний бік відзнаки плоский, з викарбуваним порядковим номером та написом: «ІМЕНІ АКАДЕМІКА Л. Я. КОВАЛЬЧУКА».
Усі зображення рельєфні.
Покриття Відзнаки — гальванічне золото.
Покриття діагональних пружок «Зірки Життя» та реверсу Відзнаки — нікель.
Розмір відзнаки — 45×45 мм.
За допомогою з'єднувального елементу, із зображенням Знаку Княжої Держави Володимира Великого на тлі калинових гілок з вплетеними у них пензлем і пером, розміром 24×18, відзнака з'єднується з муаровою нашийною стрічкою шириною 28 мм синього кольору з поздовжніми сірими та бордовою смужками: з країв сірі — шириною 1 мм, посередині бордова.

## Нагороджені

### 2016

#### 15 березня

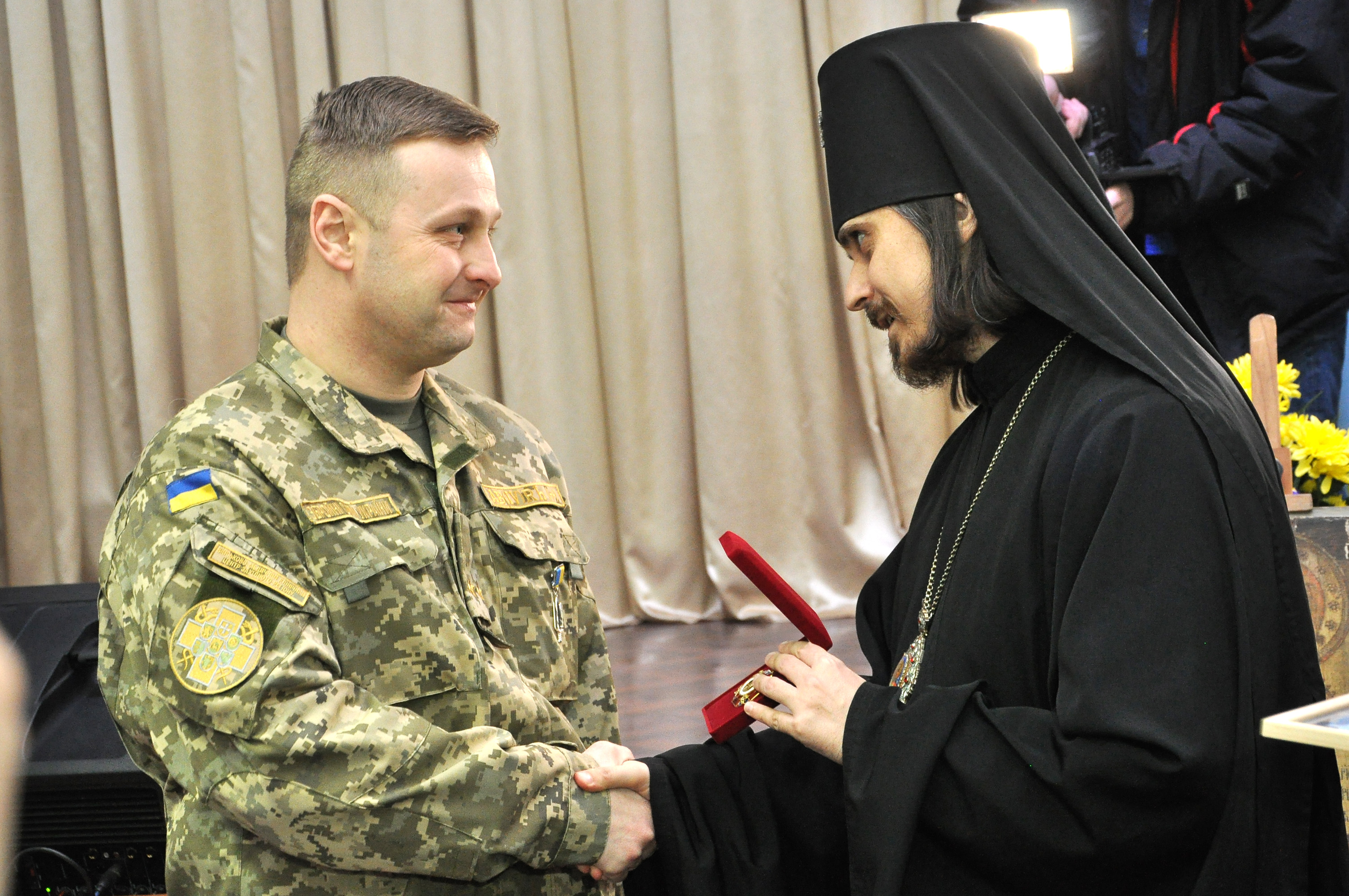
Орден Дмитрові Лосю вручає архієпископ Нестор

Урочиста презентація відзнаки і нагородження перших номінантів відбулося 15 березня в ТДМУ.
Нагороджених привітали ректор ТДМУ Михайло Корда, голова Тернопільської обласної ради Віктор Овчарук, заступник міського голови Тернополя Леонід Бицюра, розпорядник-координатор фонду «Вірую», старший військовий капелан, протоієрей В'ячеслав Кізілов.
У рамках заходу презентовано перевидання «Календарця українця-націоналіста» (вийшов у 1942 році) та книги Казимира Яреми «Кривава боротьба за волю України».
Нагороджені:
- Ілля Лисенко (псевдо «Хоттабич») — засновник медичної служби АСАП ЕМС ХОТТАБИЧ.
- Дмитро Лось — лікар-хірург.
- Андрій Кухар — лікар-стоматолог (м. Львів).
- Тамара Воронцова — педіатр, доцент кафедри дитячих хвороб Тернопільського медичного університету, організатор об'єднання медиків Майдану.
- Юрій Свідерський — лікар-хірург.
- Андрій Салагорник — лікар з «Білих беретів».

#### 1 жовтня
1 жовтня вдруге відбулося вручення нагород, які отримали:
- Сергій Рокіцький — капітан медичної служби (посмертно)
- Андрій Борисенко — лікар батальйону НГУ імені генерала Кульчицького
- Лариса Кирикович — начмед в Українській добровольчій армії в Авдіївці
- Володимир Севастьянов — один з організаторів медичної служби Майдану у 2013—2014 роках та один з організаторів медично-евакуаційної служби секторів Д і С влітку 2014 року
- Ганна Федорук — волонтерка з Рівного
- Георгій Гелашвілі — військовий медик[4]

### 2017

#### 15 березня
Третя церемонія вручення орденів «За спасіння життя» імені Леоніда Ковальчука відбулася 15 березня 2017 року в актовій залі адміністративного корпусу Тернопільського державного медичного університету імені І. Горбачевського.[1]
Нагороди номінантам вручили голова Нагородної ради архієпископ Тернопільский, Кременецький і Бучацький УПЦ КП Владика Нестор та член Нагородної ради професор Олександр Ковальчук.
- Михайло Стасів (посмертно) — працював лікарем-хірургом Тернопільської міської комунальної лікарні швидкої допомоги. Він добровільно зголосився в зону бойових дій на Схід України. З 11 серпня 2014 року по 12 вересня 2015 був військовим медиком 128 окремої гірсько-піхотної бригади. В лютому 2015 року пройшов з побратимами «котел Дебальцево». За дні виходу з «котла»  17-18 лютого 2015 року Михайло Стасів разом з іншими медиками вивезли 187 поранених бійців. Громада міста шанує його подвиг і самовіддане служіння. Так, 13.10.2015 року він отримав відзнаку Тернопільської міської ради, згодом орден «За заслуги» Всеукраїнської громадської організації "Спілка ветеранів та працівників силових структур України «Звитяга», 19 серпня 2016 року став почесним громадянином Тернополя (посмертно).
- Ростислав Манащук (посмертно) — працював начальником караулу 14-ї пожежної частини ТРВУ МНС України в Тернопільській області. 7 жовтня 2011 року під час виконання службових обов'язків, рятуючи життя двох людей, отримав гостре виробниче отруєння невідомим газом нейротоксичної дії важкого ступеня, цього ж дня помер в реанімаційному відділенні Тернопільської міської лікарні швидкої допомоги.
- Олексій Андрійчук — колишній працівник ТДМУ тривалий час перебуває у складі громадської організації «Білі берети». Завдяки йому і його побратимам багато солдат опанували навички надання домедичної допомоги. Його заслуги цього дня також були гідно оцінені. Олексій — активіст Революції Гідності і «Правого сектора». Сьогодні він солдат медичної служби полку «Азов». На Донбасі з 26 вересня 2015 року. Навчає тактичної медицини бійців, врятував не один десяток життів у військових умовах.
- Володимир Бігуняк — професор кафедри хірургії навчально-наукового інституту післядипломної освіти ТДМУ, був відзначений орденом за свої наукові винаходи. У 1976 році організував і очолив Тернопільське обласне відділення термічної травми і пластичної хірургії, розробив нові методи лікування опіків, та операцій з використанням ліофілізованої ксеногенної шкіри, що виготовляється за його технологією в організованому ним ТОВ «Інститут біомедичних технологій». Професор Володимир Бігуняк розробив технологію та організував серійне виготовлення силіконових пластин для профілактики і лікування хворих з післяопіковими, післятравматичними, післяопераційними рубцями. Разом з науковцями ТДМУ розробив технологію та впровадив у клінічну практику ліофілізованого імпланта, який використовується в офтальмології.
- Андрій Борисенко — лікар з міста Харкова, учасник Майдану, Революції Гідності 2013—2014 років. Ризикуючи власним життям і здоров'ям, рятував людей. Після початку російської агресії проти України пішов добровольцем в Національну гвардію України. Військовий медик батальйону НГУ імені генерала С.Кульчицького. Один з організаторів медично-евакуаційної служби секторів Д і С влітку 2014 року на Сході України.
- Сергій Дубров — професор кафедри анестезіології та інтенсивної терапії Національного медичного університету імені О.Богомольця, головний позаштатний спеціаліст МОЗ України за спеціальністю «Анестезіологія», президент Асоціації анестезіологів України, президент Української спілки ентерального і парентерального харчування, дійсний член Європейськ[5]ої та Всесвітньої асоціацій анестезіологів, член європейського респіраторного товариства. Наукові розробки та рекомендації професора Сергія Дуброва широко використовуються анестезіологами України в практиці, дозволяють лікарям надавати медичну допомогу на сучасному світовому рівні та рятувати тисячі людських життів. Під час подій на Майдані 2013—2014 років як керівник відділення інтенсивної терапії лікарні № 17 Києва брав активну участь у організації та наданні стаціонарної медичної допомоги пораненим.
- Олег Соколовський — військовий лікар з Миколаєва 73-го центру морських спецоперацій. Упродовж тривалого часу, ризикуючи своїм життям, надавав медичну допомогу бійцям під час бойових завдань. Був поранений під Іловайськом, повернувся на фронт до побратимів. Неодноразово рятував бійців в умовах підвищеного ризику для життя, під час бойових операцій на території ворога.

#### 1 жовтня
На церемонії нагородження були присутні заступник міського голови Тернополя Леонід Бицюра, представники обласної влади, начальник Головного управління ДСНС у Тернопільській області Віктор Маслей. Нагороди номінантам вручили заступник голови Нагородної ради отець Роман та член Нагородної ради Олександр Ковальчук.
- «Допоможи собі сам» — благодійна організація із Дніпра, засновник та керівник — Сергій Куршаков; діють 3 базових центри, створено програми для дружин колишніх військових та їх сімей, допомогу надають 15 кваліфікованих спеціалістів, близько 2000 людей пройшли реабілітацію;
- Костянтин Василькевич (Львів) — заступник голови Ради ГО «Асоціація учасників АТО Львівщини», очільник львівської обласної організації «Легіон Свободи»; активний учасник Революції Гідності, надавав допомогу в Будинку офіцерів постраждалим у Маріїнському парку, перший лікар батальйону спеціального призначення МВС України «Азов», рятував життя пораненим під час визволення Маріуполя та Мар'їнки, брав участь у боях за Іловайськ, евакуював поранених з поля бою в Старобешевську ЦРЛ;
- Олександр Гусліц — лікар, нині працює в приватних клініках Німеччини; активний учасник Революції Гідності, брав активну участь у розгортанні і функціонуванні польового госпіталю на базі мистецької агенції «Наш формат», воював в аеропорту Донецька, де надавав медичну допомогу пораненим; нагороджений відзнакою «За оборону Донецького Аеропорту»;
- Тетяна Іванченко (Харків) — брала активну участь у Євромайдані в Харкові, надавала медичну та психологічну допомогу учасникам Революції Гідності в Києві; ініціювала та організувала закупівлю, транспортування і забезпечення життєво важливих препаратів з країн Євросоюзу в Україну в евакуаційних швидких екстреної медичної допомоги, стабілізаційних медичних центрах при військових частинах, мобільних військових шпиталях в зоні війни та стаціонарних військових шпиталях; здійснила понад 50 виїздів до зони АТО;
- сім'ї Віктора Панфілова та Марії Білецької з Кременця — засновники волонтерської групи «Кременець. Армія SOS!!!»; активні учасники подій Революції Гідності в Києві, допомагали в організації медичної служби Майдану — закупляли медикаменти та доправляли їх у вихідні медикам Майдану, надавали медичну та психологічну допомогу майданівцям та їх родинам;
- Сергій Манзій — заступник начальника Першого пожежно-рятувального загону головного управління ДСНС у Тернопільській області, влітку 2017 року на набережній Тернопільського ставу врятував хлопчика, який, пірнувши у воду, пошкодив хребет.